# Trevor Jackson
 (avril 2016).
Si vous disposez d'ouvrages ou d'articles de référence ou si vous connaissez des sites web de qualité traitant du thème abordé ici, merci de compléter l'article en donnant les références utiles à sa vérifiabilité et en les liant à la section « Notes et références ».
Trevor Jackson (né le 30 août 1996 à Indianapolis en Indiana) est un acteur, danseur, chanteur, et écrivain américain. Il est surtout connu pour son rôle de Kris McDuffy dans le film de Disney Channel, Let It Shine aux côtés de Tyler James Williams et Coco Jones.

## Biographie
Trevor Jackson est un acteur, auteur, chanteur et danseur américain. Il est surtout connu pour son rôle de Kevin Blake dans la série originale Syfy Eureka, et pour le rôle Kris McDuffy dans le film à succès de Disney Channel Let It Shine. Il a également participé à la comédie musicale de Broadway Le Roi lion, où il a joué le jeune Simba, et en tant que vedette invitée dans Cold Case : Affaires classées et La Loi selon Harry (Harry's Law). En 2012, il a remporté le Young Artist Awards pour la meilleure performance dans une série télévisée.

## Enfance
Trevor est né à Indianapolis. Trevor a deux jeunes frères. Bien qu'il soit issu d'une famille intéressée par le basket-ball, à huit ans, Jackson dit qu'il préférerait poursuivre ses intérêts dans l'industrie du divertissement. Aiguisant ses talents à un âge précoce, Jackson a effectué de nombreux castings sur les sites locaux de sa ville natale et à l'échelle nationale, y compris une routine de danse sur Showtime at the Apollo. En 2004, la veille de ses huit ans, Trevor se dirigea vers les auditions de Chicago pour Tony Award de Disney qui ont gagné la tournée nationale du Roi Lion. Sa performance, l'a conduit à un séjour de trois ans en tant que jeune Simba.

## 2010-2012
À la suite de son succès avec Le Roi Lion, Trevor Jackson a fait la transition de Broadway au petit écran apparaissant comme une vedette invitée dans un épisode de Cold Case en 2010. En 2011, Jackson a continué sa course à la télévision mettant en vedette dans un épisode de Harry's Law dans lequel il a remporté le Young Artist Award pour la meilleure performance dans une série de télévision pour son rôle de Willie bleu. Jackson est apparu plus tard en tant que vedette invitée dans la série télévisée de Disney Channel Austin & Ally. Trevor a obtenu son premier rôle permanent à la télévision où il interprétait Kevin Blake sur la série originale Syfy Eureka 2010-2012. En 2012, Jackson jouait Kris McDuffy aux côtés de Tyler James Williams dans le film orignal de la télévision Disney Channel Let It Shine. Dans ce film, Jackson (Kris McDuffy) est le meilleur ami et confident de Cyrus (James), un talentueux musicien de hip-hop qui participe à un concours d'écriture de chansons. Le film est devenu le film no 1 de 2012 pour les enfants âgés de 6–11 ans, et solidifie la place de Trevor dans le circuit de l'adolescence de Hollywood.

## #NewThang EP
En 2012, Jackson a signé avec Atlantic Records et a sorti son premier single « Like We Grown » en février 2013. En raison de la forte demande de la nouvelle musique de ses fans, Trevor a collaboré avec les producteurs de renommée Eric Hudson, JR Rotem et les outsiders, pour créer son EP, # NewThang. En septembre 2013, Trevor a sorti le # NewThang EP. Jackson a suivi le premier single « Like We Grown », avec son deuxième single « Drop It », qui a été présenté au Monopoly Campagne de commerce de McDonald. Pour promouvoir le # NewThang EP, Jackson a fait une tournée avec l'artiste Atlantic Records Justine Skye dans Atlantic Records lycée Nation Tour.

## 2014- Premier album
En janvier 2014, Jackson a publié « New Thang » suivi d'un remix de son single « Drop It » en Featuring avec le rappeur B.o.B En mai, Jackson a été en Featuring sur le single de Diggy Simmons « My Girl ». Trevor prépare actuellement son premier album prévu pour une sortie en 2014. Jackson sort son premier single tiré de l'album, Good Girl, Bad Girl, le 3 juin 2014.

## Influence vocale et musicale
Trevor a cité dans ses influences Michael Jackson, Gregory Hines, Donny Hathaway, Brian McKnight et The Nicholas Brothers.

## Filmographie
- 2006 : Showtime at the Apollo (en) : lui-même
- 2010 : Albert! Or, My Life in the Ocean : Albert
- 2010 : The Way He Makes Them Feel: A Michael Jackson Fan Documentary : Lui-même
- 2010 : Cold Case : Leon
- 2010-2012 : Eureka : Kevin Blake
- 2011 : La Loi selon Harry (Harry's Law) : Willie Blue
- 2011 : A Moment of Youth : Albert
- 2012 : Let It Shine : Kris McDuffy
- 2012 : Austin et Ally : Trent
- 2012 : Dr. Phil : Lui-même
- 2012 : The Joey and Elise Show : Lui-même
- 2013 : Esprits criminels : Tyler Rogers
- 2015 : Agent K.C. : Lincoln
- 2016 : American Crime : Kevin LaCroix (5 épisodes)
- 2017 : Burning Sands de Gerard McMurray : Zurich
- 2017 : Black-ish : Aaron (1 épisode)
- 2018-2024 : Grown-ish : Aaron
- 2018 : Superfly de Director X : Youngblood Priest

## Album
- 2016 : Mrs Jackson

### Extended Play
- 2013 : New Thang
- 2015 : In my feelings

### Singles
- 2013 : Like We Grown
- 2013 : Drop It
- 2014 : Good Girl, Bad Girl
- 2014: Know Your Name

## featurings
- 2014 : My Girl Feat Diggy Simmons
- 2015 : Keep Playin feat LianeV